# Alexander Tettey
Alexander Banor Tettey (Acra, Ghana, 4 de abril de 1986) es un exfutbolista ghanés, naturalizado noruego, que jugaba de centrocampista.

## Biografía
Tettey nació en Acra, Ghana, pero se mudó a Bodø en Noruega en 1999. Posteriormente se trasladó a Trondheim, y comenzó a jugar al fútbol para el Kolstad. Después de unirse departamento de juventud Rosenborg, Tettey hizo su debut con el primer equipo en un partido amistoso contra el GIF Sundsvall en enero de 2003, y en septiembre de es año se incorporó al primer equipo y se convirtió en el jugador más joven de la plantilla del primer equipo del Rosenborg BK. En 2009 fue fichado por el Rennes de la Ligue 1. En 2012 fichó por el Norwich City de Inglaterra, permaneciendo allí durante nueve años hasta regresar en mayo de 2021 al Rosenborg BK. A finales de ese mismo año anunció su retirada.

## Selección nacional
Tettey es ahora un noruego naturalizado, y ha sido internacional con la selección de fútbol sub-18, sub-18, sub-19 y sub-21 de Noruega. Hizo su primera aparición en la selección de fútbol de Noruega en un amistoso el 22 de agosto de 2007 frente a Argentina que terminó 2-1 a favor de Noruega.
Anotó con un marcador de 3-0 (con su gol fue 3-1) su primer gol contra la selección de Croacia. El encuentro, correspondiente a la clasificación para la Eurocopa 2016, acabaría 5-1.

## Clubes
| Club                   | País       | Año       |
| ---------------------- | ---------- | --------- |
| Rosenborg BK           | Noruega    | 2003-2009 |
| Skeid Fotball (cedido) | Noruega    | 2005      |
| Stade Rennes F. C.     | Francia    | 2009-2012 |
| Norwich City F. C.     | Inglaterra | 2012-2021 |
| Rosenborg BK           | Noruega    | 2021      |

## Palmarés

### Títulos nacionales
| Título          | Club         | País    | Año  |
| --------------- | ------------ | ------- | ---- |
| Copa de Noruega | Rosenborg BK | Noruega | 2003 |
| Tippeligaen     | Rosenborg BK | Noruega | 2004 |
| Tippeligaen     | Rosenborg BK | Noruega | 2006 |
| Tippeligaen     | Rosenborg BK | Noruega | 2009 |